# Bothropolys dasys
Bothropolys dasys är en mångfotingart som beskrevs av Chamberlin 1941. Bothropolys dasys ingår i släktet Bothropolys och familjen stenkrypare. Inga underarter finns listade i Catalogue of Life.